# 전유나
전유나(한국 한자: 全由娜, 1969년 3월 21일 ~ )는 대한민국의 가수이다. 경성대학교 재학 중 1989년 MBC 대학가요제에 참가, 《사랑이라는 건》으로 대상을 수상한 뒤 가요계에 데뷔했다. 현재 서울종합예술전문학교 겸임교수직에 있다.

## 학력
- 초량초등학교 (졸업)
- 부산여자고등학교 (졸업)
- 경성대학교 일본어일문학과 (졸업)

## 음반
- 1991년 1집 《너를 사랑하고도》
- 1992년 2집 《전유나》 너를 위한 이별
- 1994년 3집 《For Oneself》 혼자서
- 2012년 싱글 《그 사람》
- 2019년 미니 2집 <Melody in the air>
- 2021년 미니 3집 <청춘에>

## 방송
- 2016 KFN 라디오 국방FM 라디오 너를 사랑하기에 전유나입니다
- 2018년 SBS 《불타는 청춘》
- 2019년 MBC 《미스터리 음악쇼: 복면가왕》 10월 6일, 13일 출연

## 수상내역
- 1989년 MBC 대학가요제 대상 수상
- 1991년 뮤직박스 가요대상 여자가수부문 신인상